# Rumina
Na religião da Roma Antiga, Rumina, também conhecida como Diva Rumina, foi uma deusa que protegia as mães amamentadoras e possivelmente os  lactentes. Seu domínio se estendia para a proteção das mães animais, não apenas as humanas. Como uma das di indigetes, à Rumina faltava a mitologia e a personalidade elaborada das últimas deidades romanas, era em vez disso uma entidade abstrata numinosa.
O templo de Rumina era próximo ao de Figueira Ruminal, a figueira no pé do Monte Palatino onde Rômulo e Remo foram criados por uma loba. Leite, mais do que o vinho típico, era oferecido como sacrifício neste templo. Em 58 d.C., a árvore começou a morrer, o que foi interpretado como um mau presságio.